# ダイエー池田駅前店
ダイエー池田駅前店（ダイエーいけだえきまえてん）は、大阪府池田市満寿美町2-2にある商業施設（ショッピングセンター）である。株式会社ダイエーによって運営されており、阪急電鉄池田駅前に位置する。
本項では、池田駅前地区で展開されていたダイエー池田店（ダイエーいけだてん）についても記述する。

## 概要
1967年（昭和42年）9月14日、ダイエー池田店が満寿美町の宇保踏切西南角に開設される。4階建てであり、面積は、1階が1,280平方メートル、2階が1,227平方メートル、3階が1,101平方メートルであった。1階は食料品、2階は薬、化粧品、衣料など、3階は電気器具など、4階は書籍、おもちゃ、スポーツ用品、靴などをそれぞれ扱っていた。
1987年（昭和62年）4月15日、池田店からおよそ200メートルほどのところに建設されたサンシティ池田の核店舗として、ダイエー池田駅前店がニッショーとともに開設される。5,000平方メートルを超える売り場面積をもつ大型店の中で、全国で最初に営業時間が年間を通して午後9時まで延長される。
1995年（平成7年）1月、阪神・淡路大震災の発生を受けて、池田店および池田駅前店において営業時間が午後10時まで延長される。同年11月16日、池田店が営業を終了する。同月17日、池田駅前店の新館（東館）が開設される。東館は、地上5階・地下1階建てで、店舗面積はおよそ7,000平方メートルであり、連絡橋でサンシティ池田と接続されている。
2001年度（平成13年度）における3.3平方メートル当たりの売上高は、170万5000円である。2007年（平成19年）、ファーストリテイリングによるジーユーが開設される。2018年（平成30年）、池田駅前店がサンシティ池田での営業を終了し、以後は新館（東館）の建物のみでの営業となる。2019年（令和元年）7月12日、日本生命グループの保険ショップ、ライフサロンが4階に開設される。

## フロア構成
出典：
5階
- マック体操クラブ - スポーツクラブ
- イオンカルチャークラブ - カルチャーセンター

4階
- キャンドゥ
- スタンダード - 学習塾
- 安らぎデンタルクリニック - 歯科医院
- カーブス - フィットネスクラブ
- ライフサロン - 保険ショップ

3階
- パレット - 衣料
- 私のお針箱 - 洋服のリフォーム
- シュープラザ - 靴

2階
- 薬店、化粧品、日用消耗品、日用雑貨、衣料品、文具
  - ちふれ化粧品

1階
- 食品のフロア

地下1階
- 食品のフロア

## 移動販売
池田駅前店の周辺の特に北側の地域に坂道が多く存在しているために、育児の事情や健康面での事情により店舗に足を運ぶことが困難なケースが増えており、池田市と同市の社会福祉協議会から移動販売の実施に関する要望が寄せられたことや、新型コロナウイルスの流行に伴って、移動販売の実施を求める声が高まっていることなどを背景として、2020年（令和2年）8月3日より、移動販売が開始された。
ダイエーでは、2019年（令和元年）11月13日にイオンフードスタイル港南台店が移動販売を同社で初めて開始し、2020年1月20日にダイエー西台店が、同年5月18日にイオンフードスタイル栂・美木多店が開始しており、池田駅前店の移動販売の実施は、同社では4店舗目である。また、チェーン展開をする小売業による池田市内での移動販売の実施は、初めてとなる。販売場所は、緑丘や五月丘、伏尾台などである。